# Votaw
Votaw è una comunità non incorporata della contea di Hardin, Texas, Stati Uniti. Fa parte dell'area metropolitana di Beaumont-Port Arthur.